# Порекло Румуна
Порекло Румуна изузетно је контроверзно у медијским студијама. Питање континуитета између Влаха  и Румуна је контроверзно.

## Tеорије
Постоје три теорије, али ниједна није неоспорна:
1. Аутохтони
2. Миграције
3. Мобилност континуитета

Питање је додатно сложено чињеницом да је први писани споменик за који се тврди да је румунски чувено Брашовско писмо из 1521. године, када су Београд освојиле Османлије. Још један румунски феномен је да се Бугари у Румунији сматрају Србима.

## Види jош
- Прекодунавска Бугарска
- Порекло Влаха у Поморављу и Тимочка Крајина
- Порекло Албанаца
- Влашки закон
- Влашки статут
- Влашки jезик
- Валашски језик
- Историја румунског језика